# Hans Freilinger
Hans Freilinger (* 1. Jänner 1925 in St. Martin im Innkreis; † 17. Mai 2012) war ein österreichischer Tischler, Stuckateur, Bildhauer, Bronzegießer und Galerist.

## Leben und Wirken
Freilinger begann 1940 mit der Bildhauerei, musste aber zunächst eine Tischlerlehre absolvieren und besuchte anschließend die Holzfachschule Hallstatt in Hallstatt. 1943 musste er zur Wehrmacht, kam mit einer schweren Verwundung aus der sowjetischen Kriegsgefangenschaft zurück und setzte seine Ausbildung zum Bildhauer bei Josef Furthner in Zell an der Pram fort. Aus wirtschaftlichen Gründen ging er 1950/1951 nach England, wo er Theater-Requisiten anfertigte. Nach seiner Rückkehr fand er Beschäftigung als Stuckateur bei der Wiederherstellung des Salzburger Doms und konnte dort die Schule des Sehens an der Salzburger Sommerakademie besuchen, die damals von Oskar Kokoschka und Giacomo Manzù geleitet wurde. Manzù ermutigte Freilinger zu einer akademischen Ausbildung, die er an der Akademie der bildenden Künste Wien bei Hans Andre absolvierte und 1960 abschloss. Er lebte und arbeitete ab 1964 in Krems an der Donau. Begraben ist er aber an seinem Geburtsort St. Martin.
Er stellte seine Werke ab 1967 in einer eigenen Galerie am Hohen Markt gemeinsam mit Werken zahlreicher anderer zeitgenössischer österreichischer Künstler aus. Der Künstler hat das denkmalgeschützte baufällige Objekt, das in gotischer Zeit dem niederbayerischen Kloster Sankt Veit gehört hatte, über einen Zeitraum von rund 20 Jahren renoviert. Der Künstler war ab 1966 mit Helene verheiratet, mit der er das Gebäude zu einer offenen Begegnungsstätte machte. Als geborener Innviertler war er auch Mitglied der Innviertler Künstlergilde.
Von 1973 bis 1979 unterhielt er zusätzlich ein Atelier in Bologna, knüpfte dort Kontakte zu namhaften Künstlern und lernte neue Gusstechniken für die Herstellung von Bronzegüssen kennen.

## Werke

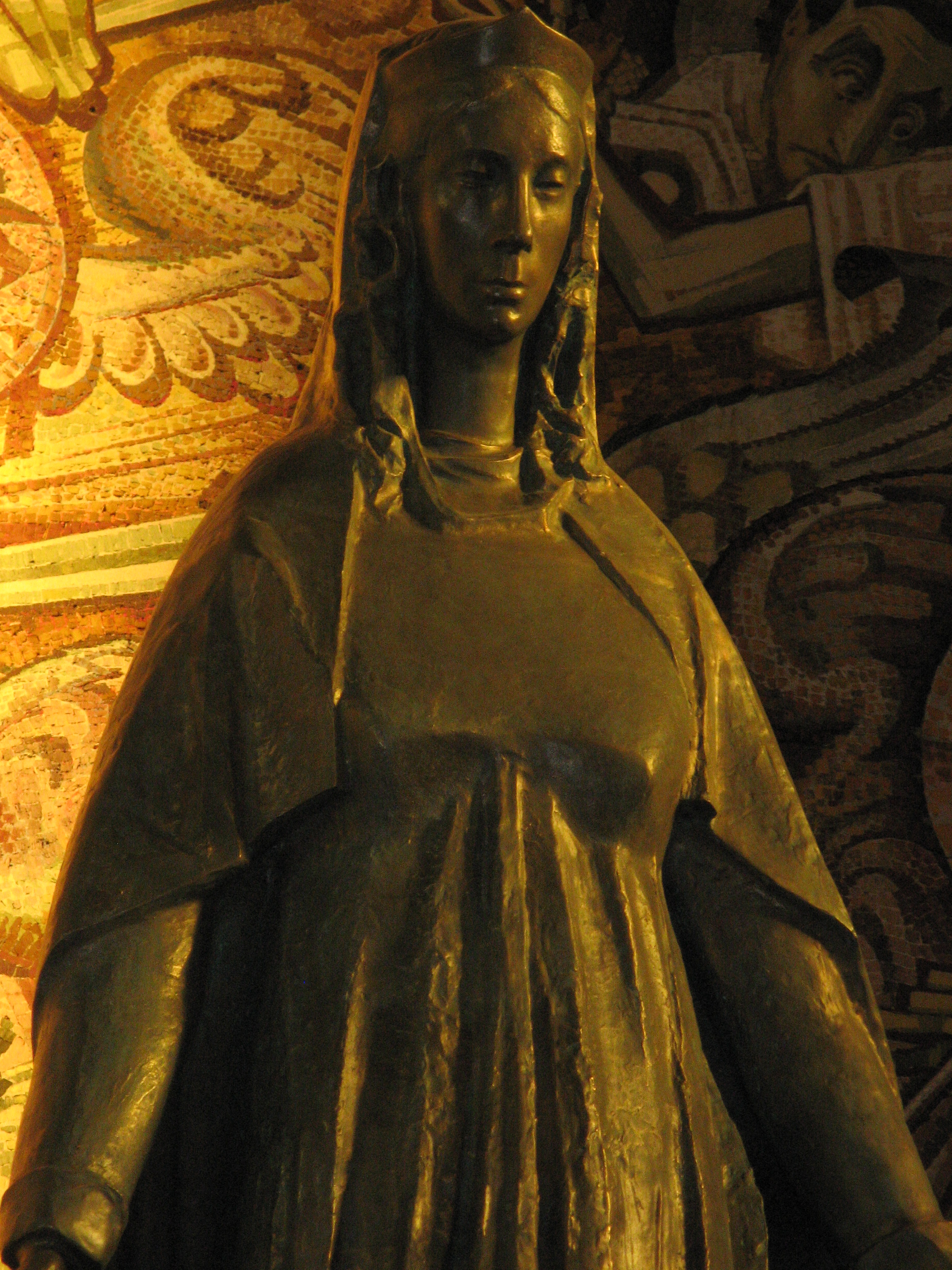
Marienstatue (1967) in der Pfarrkirche Maria-Empfängnis, Wien-Meidling

Das Werkverzeichnis des Künstlers umfasst mehr als 600 Schöpfungen:
- Brunnen Zwei Frauen beim Tratsch, St. Pölten, Herrenplatz
- Schutzengel bei Loosdorf
- Leopold, Bronzestatue, Auszeichnung vergeben von den NÖN
- Kremser-Schmidt-Büste in Stein an der Donau
- Büste Leopold Figl am Hohen Markt in Krems
- Tabernakel mit Seitenfiguren am Hochaltar der Pfarrkirche Mehrnbach

## Ausstellung
- Werke aus den Jahren 1941 bis 2009, rund 30 Skulpturen und Büsten, die laufend ausgetauscht werden, um das gesamte Spektrum annähernd abzudecken (2010, Galerie am Hohen Markt, Krems)

## Auszeichnungen
Der Künstler kann auf zahlreiche Preise und Auszeichnungen verweisen:
- Meisterschulpreis der Akademie der bildenden Künste Wien (1959)
- 2. Preis bei einer Europaausstellung in Brüssel (1966)
- Bronzemedaille der Académie française (1967)
- Anerkennungspreis der Akademie der bildenden Künste Wien (1967)
- Berufstitel Professor
- Goldenes Ehrenzeichen für Verdienste um das Bundesland Niederösterreich (1988)
- Büste in seinem Geburtsort St. Martin im Innkreis (2012)